# Люй Сюлянь
Люй Сюля́нь (кит. трад. 呂秀蓮, упр. 吕秀莲, пиньинь Lǚ Xiùlián, р.7 июня 1944) — Вице-президент Китайской республики (Тайваня) с 2000 по 2008 при Президенте Чэнь Шуйбянь. Член Демократической прогрессивной партии (ДПП).
Выступает за независимость Тайваня. Является также активисткой, выступающей за равноправие.

## Ранние годы
Родилась на севере Тайваня на территории современного города Таоюань во времена, когда Тайвань входил в состав Японской империи. Закончив Тайбэйский первую среднюю школу для девочек, она поступила на юридический факультет в Национальный университет Тайваня. Окончив университет в 1967 году, поступила в Иллинойский университет в Урбана-Шампейн и получила степень магистра, а также другую степень в Гарвардском университете.

## Взлет карьеры
С 1970-х участвовала в движении сопротивления авторитарному правлению, а в 1979 году она выступила с 20-минутной резкой критикой на митинге по случаю Международного дня прав человека, после чего была арестована, вместе со всеми её сподвижниками из демократического движения. Её пытали, признали виновной в насильственном подстрекательстве к бунту, и приговорили военным судом на 12 лет. Международная амнистия назвала её узником совести во время оказания международного давления на власти страны и после пяти с половиной лет тюремного заключения Люй была освобождена.
Она была избрана депутатом Законодательного Юаня в 1993 году. В 1997 году она выиграла выборы и стала городским судьей Таоюаня.

## Романистика
Закончила свой роман «Эти трое женщин» будучи в заключении. Скрывая от охраны тюрьмы, она написала часть романа на туалетной бумаге, используя в качестве стола ванну. В 2008 году вышел фильм-драма по одноимённому роману. Фильм показывали 24 ноября 2008 года по Китайскому национальному телевидению.

## Вице-президентство
18 марта 2000 года стала избранным Вице-президентом Китайской республики. Она получила Всемирную премию мира от Международной миссии Корпуса мира в 2001 году. Критики из оппозиционного блока обвинили её в том, что она чрезмерно преувеличивает значимость данной награды в своих публичных высказываниях. Также она стала первым вице-президентом Китайской Республики, перенявшей западное имя. В своем интервью журналу Тайм-Азия она сказала, что Гоминьдан никогда не думал отдавать власть в её руки и в руки борцов за свободу.
За несколько месяцев до президентских выборов 2004 года разгорелись спекуляции по поводу того, будет ли она выбрана в качестве кандидата на пост вице-президента, поскольку лидеры партии давили на президента, чтобы он выбрал кого-нибудь другого, вероятно менее противоречивого и менее известного для избирателей. Но 11 декабря 2003 года Чэнь официально назначил её кандидатом на второй срок в силу того, что не смог найти подходящего партнёра. Также он сказал, что уважает её академический опыт и что возможно она единственный, кто подходит на роль кандидата на пост вице-президента.
В 2006 году присутствовала на церемонии открытия Федерации за всеобщий мир в Тайване, неправительственной организации, основанной Мун Сон Мёном. В 2007 году получила звание посла мира от Федерации за всеобщий мир. Присоединившись к лиге послов мира, она сказала:
Я не умерла. Я буду дальше работать над тем, чтобы сделать мир лучше
Она озвучила своё намерение баллотироваться в Президенты Тайваня 6 марта 2007 года, но потом отказалась, чтобы поддержать кандидата от Демократической прогрессивной партии Се Чантина.

### Покушение на жизнь
19 марта 2004 года её ранили в коленную чашечку во время поездки выборочной кампании по городу Тайнань. На том же мероприятии подстрелили Чэня в область живота. Оба выжили и выписались из местной больницы в тот же день. Также были предположения, что раны были сфальсифицированы и что курьез был сфабрикован с целью завоевать голоса и симпатию избирателей. Чэнь/Лу выиграли на следующий день выборы с перевесом 0,228 %, существенная цифра.

## После вице-президентства
В 2010 году посетила Южную Корею и выступала в защиту политики так называемой мягкой демократии, означающей мирное политико-экономическое развитие как модели разрешения международных конфликтов, но в то же время противоречивым остаётся тот факт, что она у себя на родине выступает не за китайское воссоединение, а за обретение независимости.
25 февраля 2011 года объявила о том, что подаст заявку на выдвижение своей кандидатуры на президентских выборах 2012 года от ДПП, но позже отказалась от этой идеи. В конечном итоге голосование выиграла Цай Инвэнь, женщина-председатель ДПП.